# Haraszti (Horvátország)
Haraszti (horvátul: Hrastin, 1900-ig Harastin) falu Horvátországban, Eszék-Baranya megyében. Közigazgatásilag Lacházához tartozik.

## Fekvése
Eszéktől légvonalban 15, közúton 18 km-re délnyugatra, községközpontjától 3 km-re délkeletre, Szlavónia keleti részén, a Szlavóniai-síkságon, Lacháza és Sodolovce között fekszik. 

## Története
A falu magyar lakossága valószínűleg még a honfoglaló magyarokkal együtt vándorolt be és telepedett le a faluban. Ő maguk Botond vezértől származtatják magukat, melyet a tájház tetőzetének felirata is hirdet. Az itteniek ma is a magyar nyelv egyedülálló dialektusát beszélik. A falu nevét a magyar „haraszt” főnévből származtatják. Középkori írásos említései 1430-ban „Harazthy”, 1453-ban „Harasthy”, 1484-ben „Harazth” alakban történtek. A térség 1536 körül került török kézre. Itt végezte tevékeny munkáját a híres reformátor Sztárai Mihály, aki 1544 körül jelent meg Szlavóniában és kezdte a reformáció tanításának terjesztését. Rövid időn belül számos követője lett és néhány év alatt 120 egyházat alapított szerte Szlavóniában és Baranyában. Ezek között volt Haraszti is, mely fennmaradását annak köszönhette, hogy a környező mocsaras terület megvédte a hadak pusztításaitól. A térség Eszék 1687-es visszafoglalásával szabadult fel végleg a török uralom alól.
1714-ben újabb magyar lakosság érkezett a településre, melynek ekkor alapították újra református parókiáját. Iskolája 1768-ban kezdte meg működését, első tanítója Pozsár János volt. Ugyanebben az évben felépült a református templom. A tanítás 1929-ig magyar nyelven folyt. A falunak 1857-ben 732, 1910-ben 815 lakosa volt. Verőce vármegye Eszéki járásának része volt. Az 1910-es népszámlálás adatai szerint lakosságának 86%-a magyar, 6%-a német, 5%-a szerb, 2%-a horvát anyanyelvű volt. Az első világháború után 1918-ban az új szerb-horvát-szlovén állam, majd később (1929-ben) Jugoszlávia része lett. 
A falu 1991-től a független Horvátországhoz tartozik. 1991-ben lakosságának 44%-a magyar, 41%-a horvát, 4%-a szerb, 2%-a jugoszláv nemzetiségű volt. A délszláv háború a falu történetének talán legnagyobb megpróbáltatásait hozta a lakosságra. A szerb erők támadása miatt a polgári lakosság már 1991 nyarán menekülésre kényszerült, de az itt maradt férfilakosság a horvát védelmi erőkkel kiegészülve sikeresen megvédte a falut a szerb támadásokkal szemben. Haraszti az 1991-es jugoszláv offenzíva során az egyetlen magyar többségű település volt, amely nem került szerb fennhatóság alá, de templomát, lakóházainak egy részét a JNA alakulatai szétlőtték. A háború után szinte mindent újjá kellett építeni.  2011-ben a falunak 327 lakosa volt.

## Lakossága
| Lakosság változása | Lakosság változása | Lakosság változása | Lakosság változása | Lakosság változása | Lakosság változása | Lakosság változása | Lakosság változása | Lakosság változása | Lakosság változása | Lakosság változása | Lakosság változása | Lakosság változása | Lakosság változása | Lakosság változása | Lakosság változása |
| ------------------ | ------------------ | ------------------ | ------------------ | ------------------ | ------------------ | ------------------ | ------------------ | ------------------ | ------------------ | ------------------ | ------------------ | ------------------ | ------------------ | ------------------ | ------------------ |
| 1857               | 1869               | 1880               | 1890               | 1900               | 1910               | 1921               | 1931               | 1948               | 1953               | 1961               | 1971               | 1981               | 1991               | 2001               | 2011               |
| 732                | 815                | 645                | 717                | 675                | 815                | 742                | 710                | 764                | 687                | 784                | 670                | 466                | 395                | 340                | 327                |

## Nevezetességei
- A falu református temploma[5] 1793 és 1795 között épült. Az egyhajós, hosszúkás épületet félköríves apszis és a főhomlokzat mentén magasodó harangtorony zárja. A déli falhoz egy újabb sekrestye épült. Az oldalhomlokzatokat félköríves ablaknyílások tagolják. A homlokzati fal függőleges tagolását pilaszterekkel érték el. A harangtorony tömbjét lekerekített attika keretezi. A kétemeletes, órás harangtornyon a második emeleten félköríves záródású ablaknyílásokat alakítottak ki, és pilaszterekkel is díszítették. A tornyot egy késő barokk toronysisak zárja, amelyet dekoratív módon díszítenek a barokk elemek. A délszláv háború során, 1991-ben a tornyot gránáttalálat érte, de a háború után helyreállították.

- A templom melletti tájházban igényes néprajzi gyűjtemény található, amely hitelesen őrzi a harasztiak néprajzi kincseit, a népviseletet, a régi bútorokat és berendezési tárgyakat. Harasztiban már az 1980-as évek második felétől működött helytörténeti múzeum, melyet Gyurkovics Hunor festő- és grafikusművész rendezett be, aki egész életében előszeretettel gyűjtötte a régiségeket. Bár a délszláv háború miatt a múzeum is bezárt, a megmentett tárgyakat 2010-ben Gyurkovics Néprajzi Gyűjtemény néven ismét kiállították. A haraszti tájház ma a vidék egyik leggazdagabb néprajzi gyűjteménynek ad otthont.
- 2014 Petőfi Sándor szobra[6]
- Turul-szobor

## Kultúra
A településen a „Dózsa György” magyar kulturális és művészeti egyesület működik.

## Oktatás
A település református iskolája 1768-ban kezdte meg működését. Az oktatás 1929-ig magyar nyelven folyt, ezután 1945-ig nem volt magyar nyelvű oktatás. A háború után az iskola az 1970-es évekig működött, amikor bezárták a magyar iskolát. Ezután a gyerekeknek Lacházán van lehetősége a magyar nyelven történő tanulásra.